# 馬蒂代爾 (紐約州)
馬蒂代爾（英語：Mattydale）是位於美國紐約州奧農達加縣的普查規定居民點。

## 人口
根據2020年美國人口普查的數據，馬蒂代爾的面積為4.97平方千米，皆為陸地。當地共有人口6296人，而人口密度為每平方千米1,266.8人。